# Macarostola flora
Macarostola flora är en fjärilsart som först beskrevs av Edward Meyrick 1926.  Macarostola flora ingår i släktet Macarostola och familjen styltmalar. Inga underarter finns listade i Catalogue of Life.